# Sara Sadik
Pour les articles homonymes, voir Sadik.
Sara Sadik, née en 1994 à Bordeaux, est une artiste plasticienne française.

## Biographie

### Enfance et formation
En 2018, elle obtient son diplôme national supérieur d'expression plastique à l’École des beaux-arts de Bordeaux.

## Carrière
Pour ses travaux, elle travaille avec des jeunes des quartiers populaires et valorise la diaspora maghrébine. Elle aborde les questions liées à l’adolescence et aux masculinités,.
En 2020, elle réalise Carnalito Full Option avec des jeunes hommes d’un centre éducatif fermé. Le film est présenté à l’exposition Manifesta 13.
En 2021, elle réalise Khtobtogone, une pièce intimiste sur les tourments d’un jeune marseillais amoureux.

## Filmographie

### Courts-métrages
- 2020 : Carnalito Full Option
- 2021 : Khtobtogone
- 2022 : Ultimate Vatos
- 2023 : Crystal Zastruga
- 2023 : Xenon Palace Championship

## Expositions
- 2020 : Manifesta 13, Stade Orange Vélodrome (Marseille)
- 2022 : Real Corporeal, Gladstone Gallery (New York)
- 2022 : manifesto of fragility, Biennale d'art contemporain de Lyon (Lyon)[6],[7]
- 2023 : Worldbuilding, Jeux vidéo et art à l'ère digitale, Centre Pompidou (Metz)
- 2023 : Open Systems : Open Worlds, Singapore Art Museum (Singapour)
- 2023 : Xenon Palace Championship, Luma (Arles)